# Парламентские выборы в Кот-д’Ивуаре (1995)
Парламентские выборы в Кот-д’Ивуаре прошли 25 ноября 1995 года. В выборах участвовало 10 политических партий и ряд независимых политиков. Объединение республиканцев и Ивуарийский народный фронт выступали под общим объединением Республиканский фронт. В результате Демократическая партия вновь победила. получив 148 из 175 мест парламента.
После того, как результаты в 7 избирательных округах были аннулированы, перевыборы состоялись 27 декабря 1995 года. В результате переголосования Демократическая партия увеличила своё представительство до 150 мест.

## Результаты
| Партия                              | Голоса | % | Мест | +/-   |
| ----------------------------------- | ------ | - | ---- | ----- |
| Демократическая партия Кот-д’Ивуара |        |   | 148  | -15   |
| Объединение республиканцев          |        |   | 14   | новая |
| Ивуарийский народный фронт          |        |   | 12   | +3    |
| Вакантно                            |        |   | 1    | -     |
| Всего                               |        |   | 175  | -     |
| Источник: Nohlen et al.             |        |   |      |       |